# Bad Boll
Bad Boll là một xã ở huyện Göppingen ở bang Baden-Württemberg in southern thuộc nước Đức. Đô thị này có diện tích 10,95 km², dân số thời điểm 31 tháng 12 năm 2020 là 5223 người.